# Lucilia violacea
Lucilia violacea este o specie de muște din genul Lucilia, familia Calliphoridae, descrisă de Gimmerthal în anul 1842.
Este endemică în Lituania. Conform Catalogue of Life specia Lucilia violacea nu are subspecii cunoscute.